# Кучин (Вранов на Топлој)
Кучин (слч. Kučín) насељено је мјесто са административним статусом сеоске општине (слч. obec) у округу Вранов на Топлој, у Прешовском крају, Словачка Република.

## Становништво
| Година:    | 1994. | 2004.    | 2014.   | 2024.   |
| ---------- | ----- | -------- | ------- | ------- |
| Број људи: | 399   | 493      | 525     | 536     |
| Разлика:   |       | +23,55 % | +6,49 % | +2,09 % |

| Година:    | 2023. | 2024.   |
| ---------- | ----- | ------- |
| Број људи: | 539   | 536     |
| Разлика:   |       | -0,55 % |

Према подацима о броју становника из 2024. године насеље је имало 536 становника.